# Antoni Borràs i Feliu
Antoni Borràs i Feliu (Barcelona, 1924 - Barcelona, 21 de novembre de 2006) fou un historiador, professor i escriptor jesuïta català. Com a docent exercí de professor d'Història eclesiàstica a la secció de Sant Francesc de Borja de la Facultat de Teologia de Barcelona. També fou director de la Biblioteca Borja entre 1974 i 2001, així com de l'Arxiu Palau-Requesens.

## Obres
La publicació de les seves obres, en català i castellà, fou:
- Contribución a los orígenes del bandolerismo en Cataluña (1953)
- El bandeig dels moriscs i el col·legi de Sant Sebastià de Gandia (1967)
- El Col·legi de Cordelles i la Companyia de Jesús (1965)
- La història de l'art religiós (1967)
- Luis de Requesens. Cataluña y Lepanto. Nuevos documentos (1971)
- Escriptors jesuïtes de Catalunya (1979)

### En col·laboració
- Ús i abús d'autoritat al Concili Vaticà I (1981)
- El Col·legi de Nobles de Barcelona durant el segle XVIII (1983)